# Grup Bergantí
El Grup Bergantí, de Malgrat de Mar, es va crear la tardor de l'any 1982 i s'ha especialitzat en la interpretació de l'havanera, la cançó de taverna i la sardana.

## Components
La formació l'integren Pere Fort, Joan Ripoll, Pere Margall, i Miquel Llorens. En el passat van formar part de la formació Josep Casajuana, Miquel Comas "Ferran", Pere Bou, Ferran Julià, Ramon Font "Gelat" i Joan Clota.

## Actuacions
El Grup Bergantí és membre de membre de L'Associació Professional de Músics de Catalunya i des de l'any 1982 ha realitzat prop de dues mil actuacions per la geografia catalana i peninsular i algunes localitats de l'estranger. Així, a més d'amenitzar les festes de més de 500 localitats catalanes, d'entre les cantades d'havaneres de Catalunya que podríem remarcar per la seva popularitat, ha intervingut en diverses edicions de les cantades de Calella de Palafrugell (1983-1988-1994-1998-2002-2007-2010-2013) i de l'Arbreda de Palamós (1995 a 2013), com a les de l'Escala, l'Estartit, Platja d'Aro, Begur, Lleida, Calafell, Tarragona o a les festes de la Mercè de Barcelona.
També ha participat en les festes de les illes de Mallorca, de Menorca, d'Eivissa i de Formentera, a localitats del nord peninsular (Pamplona, Getxo, Sopelana, Bakio, Mayorga...) del litoral mediterrani (Múrcia, Dénia…) i en altres països com França, Andorra, Luxemburg, i Cuba, on l'any 1990 amb motiu de la celebració del 150 aniversari de la fundació de la Societat de Beneficència de Naturals de Catalunya, va realitzar diverses actuacions a la ciutat de La Havana.
Aquesta formació musical també ha intervingut en diversos actes oficials com podem destacar el de "Juan Sebastián de El Cano" amb motiu del saló Nàutic Internacional, a la clausura de les jornades preolímpiques que es realitzà al Palauet Albéniz de Barcelona, quan es va presentar la candidatura de Barcelona als Jocs Olímpics de 1992. A destacar també la participació en les Festes per a la commemoració del 750 Aniversari de l'alliberament de l'illa de Formentera.
Cal mencionar la participació en l'edició d'un vídeo promocional de la Costa Brava que la cadena britànica BBC va realitzar per a tot el món de parla anglesa. Així mateix va participar en l'espectacle "Antologia de l'Havanera" que es va representar al Teatre Condal de Barcelona i en la gravació d'un programa de la sèrie "30 minuts" de TV3 sobre la introducció del turisme a les comarques gironines l'any 2008, "Pioners de la Costa Brava"
El Grup Bergantí amb més de vint-i-cinc anys d'experiència musical, ha enregistrat sis discos propis i ha col·laborat en l'edició del disc de la Cantada de Calella de Palafrugell l'any 1988, en el de la Mostra de l'Havanera Catalana de Palamós l'any 2000, en el de l'homenatge al mestre Josep Lluís Ortega Monasterio l'any 2001 i en la gravació del DVD Havaneres i cançons cubanes del grup Els cremats l'any 2008.

## Discografia Pròpia[15]
- 1984 - Grup Bergantí - (Audiovisuals de Sarrià - B-17594-1984)
- 1989 - Grup Bergantí - (Audiovisuals de Sarrià - B-24491-1989)
- 1996 - Grup Bergantí - (Estudi 44.1 - B-24032-1996)
- 1998 - Gavina bonica - (Estudi 44.1 - M-27618-1998)
- 2001 - Mar de bonança - (Estudi 44.1 - GI-706-2001)
- 2008 - Ja tocava ! - (Estudi 44.1 - B-33033-2008)

## Col·laboracions
- 1989 - XXIII Cantada d'Havaneres de Calella de Palafrugell - (B-34273-1989)[13]
- 2000 - Mostra de l'havanera catalana de Palamós - (B-47696-2000)
- 2002 - Homenatge a José Luís Ortega Monasterio - (GI-1286-2002)
- 2008 - Els Cremats - Havaneres i cançons cubanes[14]